# Racing Engineering
Racing Engineering – hiszpański zespół startujący w wyścigach samochodowych, którego właścicielem jest Alfonso de Orléans-Borbón. Startuje w serii GP2 od 2005 roku, w roku 2011 startował w azjatyckiej serii GP2, a w latach 2002–2003 startował w World Series by Nissan. Największe sukcesy zespół święcił jednak w latach 2001–2006 w hiszpańskiej Formule 3.

## Starty

### Seria GP2
| Seria GP2 | Seria GP2          | Seria GP2          | Seria GP2 | Seria GP2 | Seria GP2 | Seria GP2 | Seria GP2 | Seria GP2 | Seria GP2 |
| Rok       | Bolid              | Kierowcy           | Wyścigi   | Wygrane   | PP        | NO        | Pkt       | M.K.      | M.Z.      |
| --------- | ------------------ | ------------------ | --------- | --------- | --------- | --------- | --------- | --------- | --------- |
| 2005      | Dallara-Mecachrome | Neel Jani          | 23        | 2         | 1         | 0         | 48        | 7         | 5         |
| 2005      | Dallara-Mecachrome | Borja Garcia       | 22        | 0         | 0         | 0         | 17.5      | 14        | 5         |
| 2006      | Dallara-Mecachrome | Adam Carroll       | 21        | 0         | 0         | 0         | 33        | 8         | 7         |
| 2006      | Dallara-Mecachrome | Javier Villa       | 21        | 0         | 0         | 0         | 0         | 26        | 7         |
| 2007      | Dallara-Mecachrome | Javier Villa       | 21        | 3         | 0         | 0         | 42        | 5         | 6         |
| 2007      | Dallara-Mecachrome | Sérgio Jimenez     | 5         | 0         | 0         | 0         | 4         | 24        | 6         |
| 2007      | Dallara-Mecachrome | Ernesto Viso       | 3         | 0         | 0         | 0         | 0         | 29        | 6         |
| 2007      | Dallara-Mecachrome | Filipe Albuquerque | 2         | 0         | 0         | 0         | 0         | 32        | 6         |
| 2007      | Dallara-Mecachrome | Marcos Martínez    | 8         | 0         | 0         | 0         | 5         | 22        | 6         |
| 2008      | Dallara-Mecachrome | Javier Villa       | 20        | 0         | 0         | 0         | 8         | 17        | 4         |
| 2008      | Dallara-Mecachrome | Giorgio Pantano    | 20        | 4         | 4         | 4         | 76        | 1         | 4         |
| 2009      | Dallara-Mecachrome | Lucas Di Grassi    | 20        | 1         | 1         | 1         | 63        | 3         | 4         |
| 2009      | Dallara-Mecachrome | Dani Clos          | 20        | 0         | 0         | 0         | 4         | 21        | 4         |
| 2010      | Dallara-Mecachrome | Dani Clos          | 20        | 1         | 1         | 1         | 51        | 4         | 4         |
| 2010      | Dallara-Mecachrome | Christian Vietoris | 18        | 1         | 0         | 0         | 29        | 9         | 4         |
| 2010      | Dallara-Mecachrome | Ho-Pin Tung        | 2         | 0         | 0         | 0         | 0         | 28        | 4         |
| 2011      | Dallara-Mecachrome | Dani Clos          | 18        | 0         | 0         | 0         | 30        | 9         | 3         |
| 2011      | Dallara-Mecachrome | Christian Vietoris | 14        | 2         | 1         | 2         | 35        | 7         | 3         |
| 2011      | Dallara-Mecachrome | Álvaro Parente     | 4         | 0         | 0         | 0         | 8         | 16        | 3         |
| 2012      | Dallara-Mecachrome | Fabio Leimer       | 23        | 0         | 1         | 2         | 152       | 7         | 4         |
| 2012      | Dallara-Mecachrome | Nathanaël Berthon  | 23        | 0         | 0         | 0         | 60        | 12        | 4         |
| 2013      | Dallara-Mecachrome | Julián Leal        | 22        | 0         | 0         | 0         | 62        | 12        | 3         |
| 2013      | Dallara-Mecachrome | Fabio Leimer       | 22        | 3         | 1         | 1         | 201       | 1         | 3         |
| 2014      | Dallara-Mecachrome | Raffaele Marciello | 22        | 1         | 1         | 1         | 74        | 8         | 4         |
| 2014      | Dallara-Mecachrome | Stefano Coletti    | 22        | 2         | 0         | 5         | 136       | 6         | 4         |

### Azjatycka seria GP2
| Rok  | Bolid              | Kierowcy          | Wyścigi | Wygrane | PP | NO | Pkt | M.K. | M.Z. |
| ---- | ------------------ | ----------------- | ------- | ------- | -- | -- | --- | ---- | ---- |
| 2011 | Dallara-Mecachrome | Nathanaël Berthon | 4       | 0       | 0  | 0  | 0   | 23   | 9    |
| 2011 | Dallara-Mecachrome | Dani Clos         | 4       | 1       | 0  | 0  | 8   | 9    | 9    |

### Hiszpańska Formuła 3
| Hiszpańska Formuła 3 | Hiszpańska Formuła 3 | Hiszpańska Formuła 3  | Hiszpańska Formuła 3 | Hiszpańska Formuła 3 | Hiszpańska Formuła 3 | Hiszpańska Formuła 3 | Hiszpańska Formuła 3 | Hiszpańska Formuła 3 | Hiszpańska Formuła 3 |
| Rok                  | Bolid                | Kierowcy              | Wyścigi              | Wygrane              | PP                   | NO                   | Pkt                  | M.K.                 | M.Z.                 |
| -------------------- | -------------------- | --------------------- | -------------------- | -------------------- | -------------------- | -------------------- | -------------------- | -------------------- | -------------------- |
| 2001                 | Dallara-Toyota       | Ander Vilariño        | 13                   | 6                    | 7                    | 7                    | 196                  | 1                    | 1                    |
| 2001                 | Dallara-Toyota       | Benjamin Poron        | 6                    | 0                    | 0                    | 0                    | 28                   | 18                   | 1                    |
| 2001                 | Dallara-Toyota       | Daniel Martin         | 8                    | 1                    | 1                    | 2                    | 157                  | 2                    | 1                    |
| 2002                 | Dallara-Toyota       | Álvaro Parente        | 13                   | 1                    | 1                    | 1                    | 139                  | 4                    | 1                    |
| 2002                 | Dallara-Toyota       | Andy Soucek           | 13                   | 0                    | 1                    | 0                    | 118                  | 8                    | 1                    |
| 2002                 | Dallara-Toyota       | Lucas Lasserre        | 13                   | 3                    | 0                    | 1                    | 183                  | 2                    | 1                    |
| 2003                 | Dallara-Toyota       | Pedro Barral          | 13                   | 0                    | 0                    | 1                    | 97                   | 8                    | 1                    |
| 2003                 | Dallara-Toyota       | Ricardo Maurício      | 13                   | 6                    | 4                    | 2                    | 192                  | 1                    | 1                    |
| 2003                 | Dallara-Toyota       | Dennis Furchheim      | 5                    | 0                    | 0                    | 0                    | 28                   | 16                   | 1                    |
| 2003                 | Dallara-Toyota       | Juan Antonio del Pino | 5                    | 0                    | 0                    | 0                    | 76                   | 10                   | 1                    |
| 2003                 | Dallara-Toyota       | Jan Heylen            | 2                    | 0                    | 0                    | 0                    |                      |                      | 1                    |
| 2003                 | Dallara-Toyota       | Lourenço da Veiga     | 12                   | 0                    | 0                    | 0                    | 89                   | 9                    | 1                    |
| 2004                 | Dallara-Toyota       | Borja Garcia          | 13                   | 9                    | 8                    | 8                    | 149                  | 1                    | 1                    |
| 2004                 | Dallara-Toyota       | Steven Kane           | 12                   | 1                    | 1                    | 2                    | 100                  | 3                    | 1                    |
| 2004                 | Dallara-Toyota       | María de Villota      | 12                   | 0                    | 0                    | 0                    | 13                   | 12                   | 1                    |
| 2004                 | Dallara-Toyota       | Emilio de Villota Jr. | 2                    | 0                    | 0                    | 0                    |                      |                      | 1                    |
| 2005                 | Dallara-Toyota       | Javier Villa          | 15                   | 3                    | 3                    | 5                    | 96                   | 4                    | 1                    |
| 2005                 | Dallara-Toyota       | Ricardo Risatti       | 15                   | 4                    | 5                    | 4                    | 96                   | 3                    | 1                    |
| 2005                 | Dallara-Toyota       | Filipe Albuquerque    | 12                   | 1                    | 1                    | 0                    | 52                   | 6                    | 1                    |
| 2005                 | Dallara-Toyota       | Sebastian Vettel      | 1                    | 0                    | 0                    | 0                    | 8                    | 15                   | 1                    |
| 2005                 | Dallara-Toyota       | Sébastien Buemi       | 2                    | 0                    | 0                    | 0                    |                      |                      | 1                    |
| 2006                 | Dallara-Toyota       | Marcos Martinez Ucha  | 14                   | 1                    | 0                    | 0                    | 28                   | 10                   | 1                    |
| 2006                 | Dallara-Toyota       | Javier Villa          | 2                    | 0                    | 0                    | 0                    | 10                   | 15                   | 1                    |
| 2006                 | Dallara-Toyota       | Nicolas Prost         | 16                   | 1                    | 0                    | 0                    | 83                   | 4                    | 1                    |
| 2006                 | Dallara-Toyota       | Miguel Molina         | 15                   | 1                    | 0                    | 0                    | 73                   | 6                    | 1                    |
| 2006                 | Dallara-Toyota       | Sérgio Jimenez        | 16                   | 1                    | 1                    | 1                    | 74                   | 5                    | 1                    |